# Juan Berenguer y Salazar
Juan Bautista Berenguer y Salazar (27 de enero de 1841, Callosa de Ensarriá - 24 de enero de 1912, Madrid) fue un médico militar español.
Hijo de José Berenguer Savall y de María Salazar Benimeli, terratenientes de Callosa de Ensarriá. Ingresó como Médico en el Cuerpo de Sanidad en 1865, en el Regimiento de Infantería de la Reina y en el mismo año pasó a Filipinas como Primer Ayudante Médico. En 1875, ya como Médico Mayor, regresó a España al Hospital General de Valencia y fue ascendido a Subinspector Médico de segunda clase. También estuvo en los Hospitales militares de Pamplona y Alicante, Depósito de Doma de Córdoba y en Burgos. En 1885 regresó al Hospital de Valencia y en 1890 se le concedió la Cruz Blanca de segunda clase. En 1891 fue destinado al Hospital de Sevilla y fue Jefe de Sanidad de la primera división del segundo cuerpo del Ejército de África, en 1896 fue nombrado Director del Hospital de Burgos y poco después Director del Hospital Central de la Defensa Gómez Ulla de Madrid. Le fueron concedidas, además de la nombrada anteriormente, la Medalla de Isabel La Católica, y la Cruz Blanca de primera clase. En 1903 fue nombrado Vocal de la Junta Consultiva de Guerra, en 1905 se le dio la Gran Cruz del Mérito Militar, finalmente en 1907, pasó a la reserva.
Fue padre, entre otros, de Fernando Berenguer de las Cagigas, general auditor de la Armada, fruto de su matrimonio con la manilense María de la Concepción de las Cagigas y González de Azaola, y abuelo del novelista Luis Berenguer Moreno de Guerra. También le unía una relación de parentesco con el general Dámaso Berenguer.
- Datos: Q5947917